# سيغا ساترن
سيغا ساترن (بالإنجليزية: Sega Saturn) وهو جهاز لـ ألعاب الفيديو من شركة سيجا وحدة معالج 32 بت نظام، لأول مرة نزل الجهاز في 22 تشرين الثاني نوفمبر عام 1994 في اليابان وحتى نهاية عام 2000. وتلاه الجهاز دريم كاست.
انظرأيضا
- سيجا نت

## وصلات خارجية
- Sega Saturn at Sega of Japan (الموقع الرسمي) (يابانية)
- Saturn على مشروع الدليل المفتوح